# Bitva u Bachmače
Bitva u Bachmače byla bitva první světové války. Boje československých legií (Československo ještě neexistovalo) proti německé přesile proběhly 8.–13. března 1918 u dnešního ukrajinského města Bachmač.

## Předehra
Dne 3. března 1918 Rusko, které bylo ovládáno bolševiky, podepsalo brestlitevskou mírovou smlouvu s Německem, v níž se vzdalo kontroly nad Ukrajinou.
Dne 8. března dosáhly německé jednotky Bachmače, důležitého železničního uzlu, a tím ohrozily českou legii obklíčením. Hrozba byla natolik vážná, protože zajatí legionáři byli okamžitě popravováni jako zrádci Rakousko-Uherska. 6. pěší pluk "Hanácký" a 7. pěší pluk "Tatranský" společně s útočným praporem československého armádního sboru legií zřídili obranu ve městě proti přicházejícím německým divizím 91. a 224. pěší divize.

## Průběh bitvy

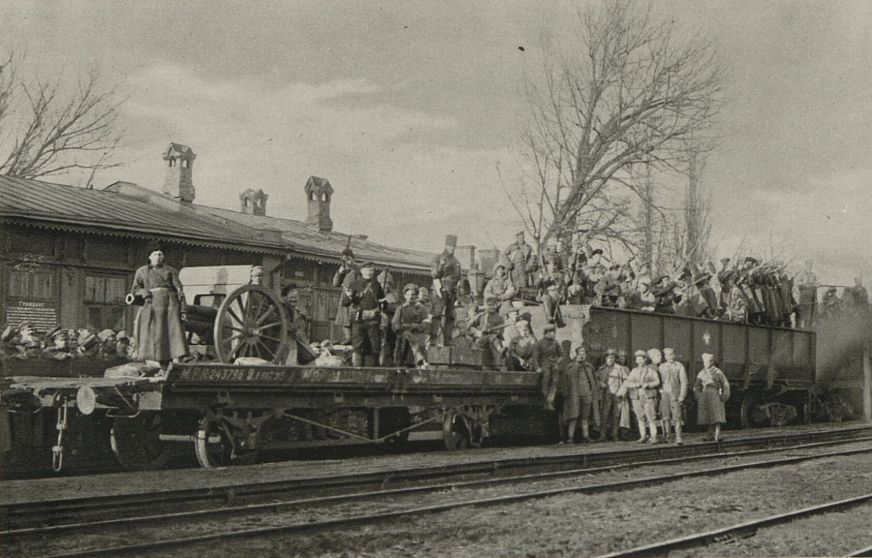
Bolševický vlak u Bachmače

Během bitvy padlo 145 legionářů, 210 bylo zraněno a 41 pohřešováno. Německé ztráty se pohybovaly okolo 300 mrtvých a několik stovek zraněných.
Díky Čečkovu vítězství bylo Němci vyjednáno příměří, během něhož mohly československé vlaky volně projíždět bachmačským železničním uzlem k Čeljabinsku a Penze.

## Souvislosti
Významné byly nejen boje o bachmačský železniční uzel (vítězství oddílů Stanislava Čečka), ale i boj o most přes řeku Desnu, který měl zabránit proniknutí německých vojsk na Ukrajinu. Tím došlo ke krvavým bojům u Doče, kde se proslavila Olomoucká kulometná rota „Colt“ 6. "Hanáckého" pluku druhé divize československých legií (zvěčněná v písni „Masaryk nás svolává, rozkazy nám vydává…, vstávejte vy čeští legionáři, zlá vojna nám nastává…“, „když je bitva nejprudší, naše rota útočí, naše rota, rota kulometná, ta to pěkně roztočí…“). Prudký boj byl sveden i o zdejší vodárnu na nádraží, kde se německé jednotky zabarikádovaly.

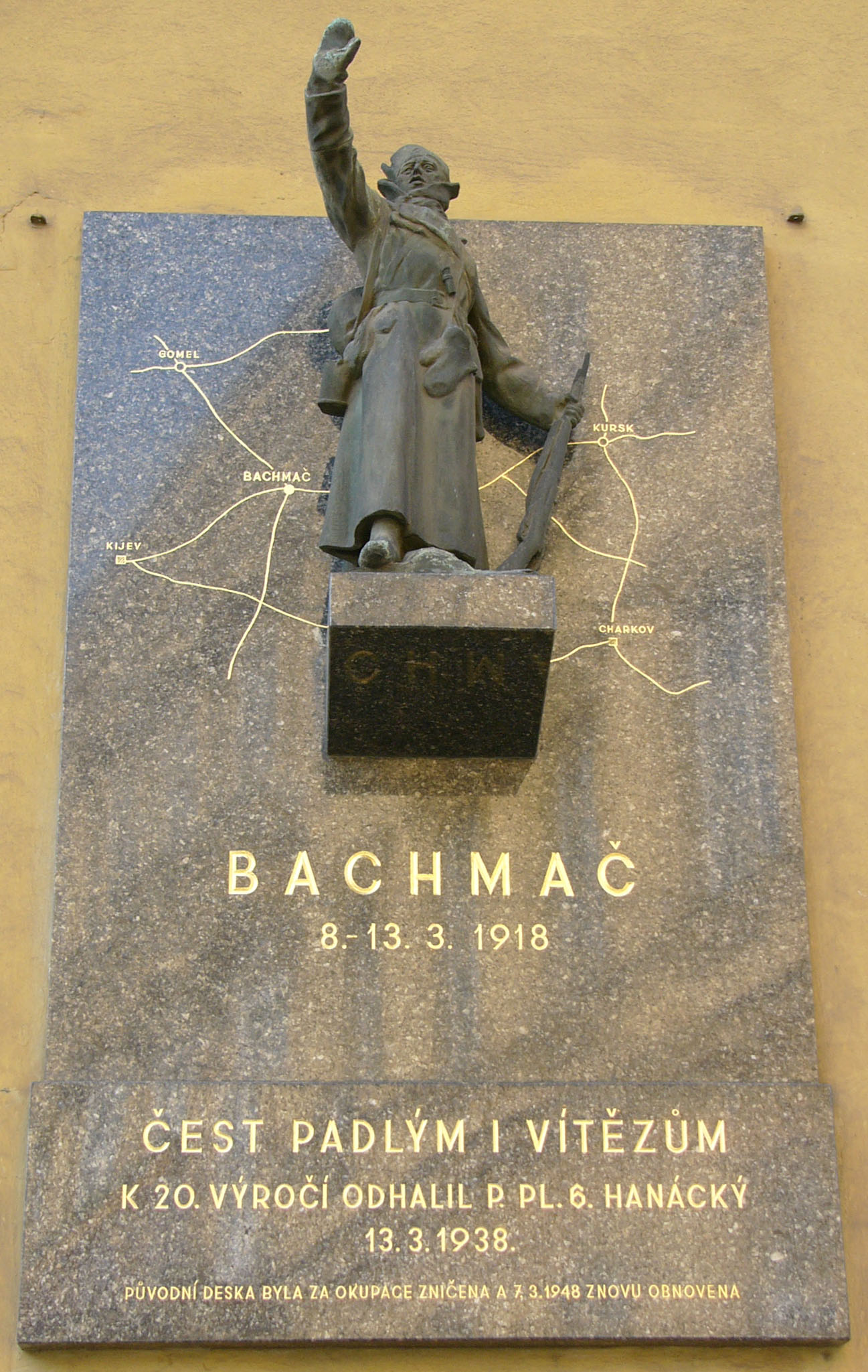
Pamětní deska bitvy u Bachmače v Olomouci. Sošku legionáře v zimní výzbroji vytvořil Otakar Španiel.

V této oblasti byly již před 13. březnem 1918 použity celkem tři obrněné vlaky (dva české, pod velením poručíka Jungra) a jeden ruský (broněvik) – nejdříve k průzkumu a později i boji, na příkaz pozdějšího legionářského generála Červinky. Obrněné vlaky se dostaly až k mostu přes řeku Desnu, nedaleko německé linie. Legionářům se podařilo most poškodit natolik, že pro německé ešalony dočasně nebyl průjezdný. Tím byl zpomalen postup německé pěchoty, před níž v tu dobu prchaly ukrajinské pluky Petljurovy, žádající československé legionáře o pomoc.
Přestože byl již uzavřen Brestlitevský mír mezi bolševiky a Němci, jeho nejednoznačná ustanovení co do přesných hranic Ukrajinské lidové republiky posloužila bolševikům jako záminka nepospíchat se stažením svých vojsk. Proto se bitvy účastnily také oddíly Rudé armády, společně s legionáři ze 4., 6. a 7. pluku.

## Připomenutí bitvy
V roce 1938 byla bitva připomenuta vydáním československé poštovní známky (autoři: Jindřich Vlček, Bohumil Heinz).